# チビッ子ギャング台風
『チビッ子ギャング台風 (タイフーン)』（The Apple Dumpling Gang）は1975年のアメリカ合衆国の映画。ジャック・ビッカムによる同名小説を原作としている。ウォルト・ディズニー・プロダクション製作。監督はノーマン・トーカー。出演はビル・ビクスビーなど。

## キャスト
| 役名                                 | 俳優                   | 日本語吹替 |
| ------------------------------------ | ---------------------- | ---------- |
| ラッセル・ドノバン                   | ビル・ビクスビー       | 横島亘     |
| マグノリア・ダスティ・クライズデール | スーザン・クラーク     | 山像かおり |
| テオドール                           | ドン・ノッツ           | 田原アルノ |
| タッカー                             | ティム・コンウェイ     | 竹田雅則   |
| クライズデール大佐                   | デヴィッド・ウェイン   |            |
| フランク                             | ハリー・モーガン       | 小島敏彦   |
| レオナルド                           | ジョン・マクギバー     |            |
| ジョン・ウィントル                   | ドン・ナイト           | 牛山茂     |
| ボビー・ブラッドレー                 | クレイ・オブライエン   | 近野真昼   |
| クロビス・ブラッドレー               | ドブラッド・サヴェージ | 樋口あかり |
| シリア・ブラッドレー                 | ステイシー・マニング   | 猪口有佳   |

- 日本語吹替：製作時期不明。dTVや米国のDisney+での配信に使用されている。